# Општина Салчоара (Јаломица)
Салчоара (рум. Sălcioara) општина је у Румунији у округу Јаломица.
Oпштина се налази на надморској висини од 65 m.